# Ramón Mifflin
Ramón Antonio Mifflin Páez (ur. 5 kwietnia 1947 w Limie) – piłkarz peruwiański grający podczas kariery na pozycji pomocnika.

## Kariera klubowa
Ramón Mifflin karierę piłkarską rozpoczął w 1963 roku w stołecznym klubie Centro Iqueño. W 1965 przeszedł do lokalnego rywala – Defensor Arica, by w następnym trafić do Sportingu Cristal, w którym występował do 1973. Ze Sportingiem Cristal trzykrotnie zdobył mistrzostwo Peru w 1968, 1970 i 1972.
W latach 1973–1974 został zawodnikiem argentyńskiego Racingu Club de Avellaneda, a w 1975 w brazylijskiego Santosu FC. W latach 1975–1980 występował w USA, gdzie był zawodnikiem New York Cosmos i Los Angeles Aztecs. Z Cosmosem dwukrotnie zdobył mistrzostwo NASL w 1977 i 1978. W 1979 powrócił do Sportingu Cristal, z którym zdobył dwa kolejne tytuły mistrzowskie w 1979 i 1980. Karierę zakończył w 1981 w kolumbijskim Independiente Santa Fe.

## Kariera reprezentacyjna
W reprezentacji Peru Mifflin zadebiutował 4 czerwca 1966 w przegranym 0-4 towarzyskim meczu z Brazylią.
W 1970 uczestniczył w Mistrzostwach Świata. Na turnieju w Meksyku Peru odpadło w ćwierćfinale, a Rubiños wystąpił we wszystkich czterech meczach z Bułgarią, Marokiem, RFN oraz Brazylią.
Ostatni raz w reprezentacji wystąpił 5 sierpnia 1973 w przegranym 1-2 meczu w eliminacji Mistrzostw Świata z Chile.
Od 1966 do 1973 Mifflin rozegrał w reprezentacji Peru 44 spotkania.

## Kariera trenerska
Po zakończeniu kariery piłkarskiej Mifflin został trenerem. Prowadził m.in. Carlos A. Manucci Trujillo, Sport Boys Callao czy Deportivo Pequero. Od 27 czerwca 2012 ponownie prowadzi Carlos A. Manucci.